# Iothia fulva
Iothia fulva är en snäckart som först beskrevs av O. F. Mueller 1776.  Iothia fulva ingår i släktet Iothia och familjen Lepetidae. Arten är reproducerande i Sverige. Inga underarter finns listade i Catalogue of Life.